# Strongylaspis kraepelini parvula
Strongylaspis kraepelini parvula es una subespecie de escarabajo longicornio del género Strongylaspis, categorizada en la tribu Macrotomini, de la subfamilia Prioninae. Fue descrita por Linsley y Chemsak en 1966.
El período de actividad en ejemplares adultos se presenta regularmente entre enero y mayo.

## Descripción
Mide 16-27 mm de longitud.

## Distribución
Se distribuye por América del Sur: en Ecuador, en las islas Galápagos.